# 慧文

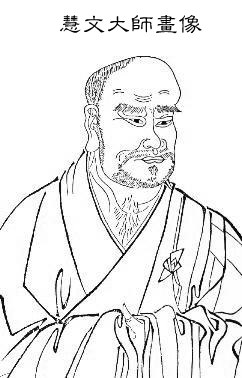
慧文大师画像

慧文，世稱「北齊尊者」，北齊僧人，又作慧聞。俗姓高，渤海郡（今河北省衡水市景县）人）人，南北朝魏齐年间的佛教高僧，佛教天台宗二祖。北齊慧文禪師後將法傳至三祖南獄慧思禪師。
慧文依据龙树《大智度论》内所引《大品般若经》的一段话：“欲以道智具足道种智，当学般若；欲以道种智具足一切智，当学般若；欲以一切智具足一切种智，当学般若；欲以一切种智断烦恼及习，当学般若。”领悟“一心三智”、“一心三观”的“圆融观”佛理，开创天台禅行的心法。后在河北、淮南等地“聚众千百，专业大乘”（《佛祖统记》）。

## 弟子
- 南獄慧思

## 外部連結
- 慧文
- 天台宗思想大綱 （页面存档备份，存于）